# Colomyia clavata
Colomyia clavata är en tvåvingeart som beskrevs av Jean-Jacques Kieffer 1892. Colomyia clavata ingår i släktet Colomyia och familjen gallmyggor. Inga underarter finns listade i Catalogue of Life.